# La Destrousse
La Destrousse est une commune française située dans le département des Bouches-du-Rhône, en région Provence-Alpes-Côte d’Azur.

## Géographie

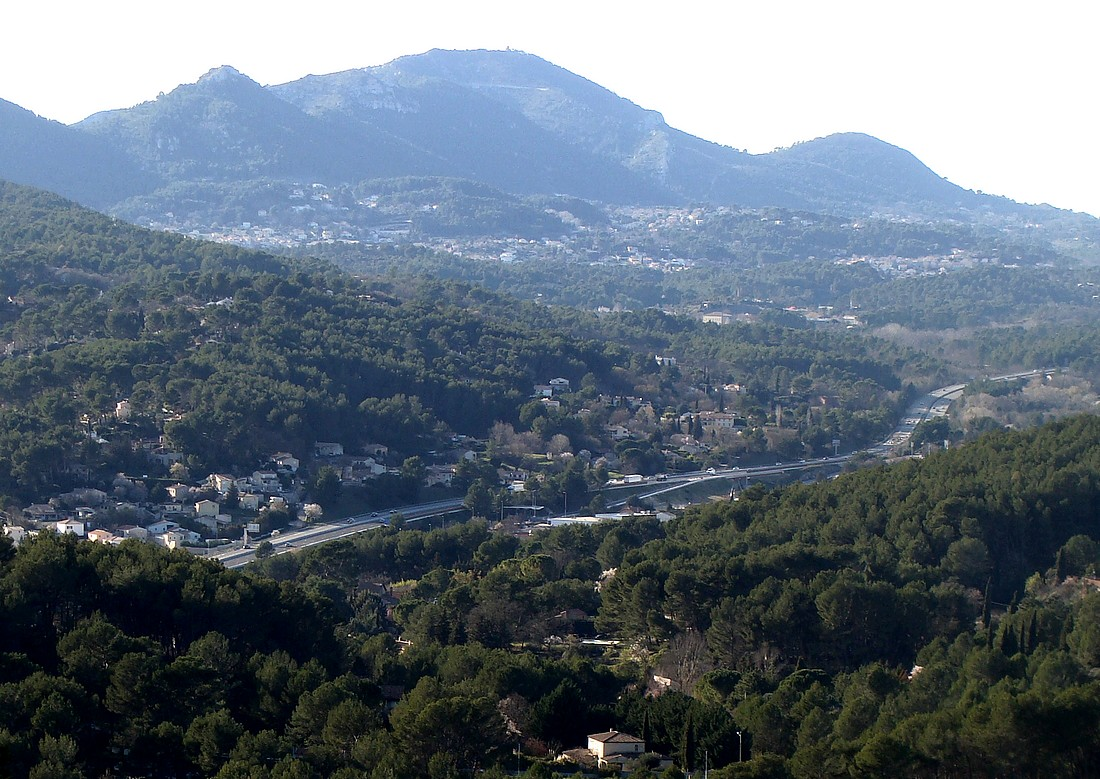
La haute vallée du Merlançon depuis la Destrousse jusqu'aux sommets de l'Étoile.

### Situation
La Destrousse est située dans la petite vallée du Merlançon, affluent de rive droite de l'Huveaune, entre le massif de l'Étoile à l'ouest et le Regagnas à l'est. La ville la plus proche est Aubagne, à 10 kilomètres au sud.
Le territoire de la commune a une forme triangulaire, bordé à l'est par le Merlançon. Le village est situé au bord de la rivière.

### Communes limitrophes
| Peypin | La Bouilladisse | La Bouilladisse |
| Peypin | La Destrousse   | La Bouilladisse |
| Peypin | Roquevaire      | Auriol          |

Les communes limitrophes sont  Auriol, La Bouilladisse, Peypin et Roquevaire.

### Communications et transports
La commune est traversée du nord au sud par l'ancienne route nationale 96 reliant Aix-en-Provence à Aubagne, toujours fortement fréquentée. L'autoroute A52 double la route, et la commune est desservie par l'échangeur de Pas-de-Trets, au nord. Aix est ainsi à 25 kilomètres côté nord, et Marseille à la même distance côté sud-ouest.
La route départementale 7 quitte la route principale à la Destrousse en direction du nord-ouest, vers Peypin et au-delà jusqu'à Gardanne, avec embranchement au lieudit le Terme vers Marseille par la D 908. À l'est, la D 45c rejoint Auriol par le Maltrait.
L'ancienne ligne de chemin de fer reliant Aubagne à Fuveau, qui longe la commune à l'est, est désaffectée, mais pourrait être rouverte partiellement d'ici 2024.
La ligne 5 des « Bus de l'Agglo » relie Aubagne à la Bouilladisse en passant par Pont-de-l’Étoile, Roquevaire et la Destrousse.

## Urbanisme

### Typologie
Au 1er janvier 2024, La Destrousse est catégorisée ceinture urbaine, selon la nouvelle grille communale de densité à 7 niveaux définie par l'Insee en 2022.
Elle appartient à l'unité urbaine de Marseille-Aix-en-Provence, une agglomération inter-départementale dont elle est une commune de la banlieue,. Par ailleurs la commune fait partie de l'aire d'attraction de Marseille - Aix-en-Provence, dont elle est une commune de la couronne,. Cette aire, qui regroupe 115 communes, est catégorisée dans les aires de 700 000 habitants ou plus (hors Paris),.

### Occupation des sols
L'occupation des sols de la commune, telle qu'elle ressort de la base de données européenne d’occupation biophysique des sols Corine Land Cover (CLC), est marquée par l'importance des territoires artificialisés (77,5 % en 2018), en augmentation par rapport à 1990 (46,4 %). La répartition détaillée en 2018 est la suivante : 
zones urbanisées (71,6 %), forêts (12,1 %), milieux à végétation arbustive et/ou herbacée (7,5 %), zones industrielles ou commerciales et réseaux de communication (5,9 %), zones agricoles hétérogènes (2,4 %), espaces ouverts, sans ou avec peu de végétation (0,4 %). L'évolution de l’occupation des sols de la commune et de ses infrastructures peut être observée sur les différentes représentations cartographiques du territoire : la carte de Cassini (XVIIIe siècle), la carte d'état-major (1820-1866) et les cartes ou photos aériennes de l'IGN pour la période actuelle (1950 à aujourd'hui).

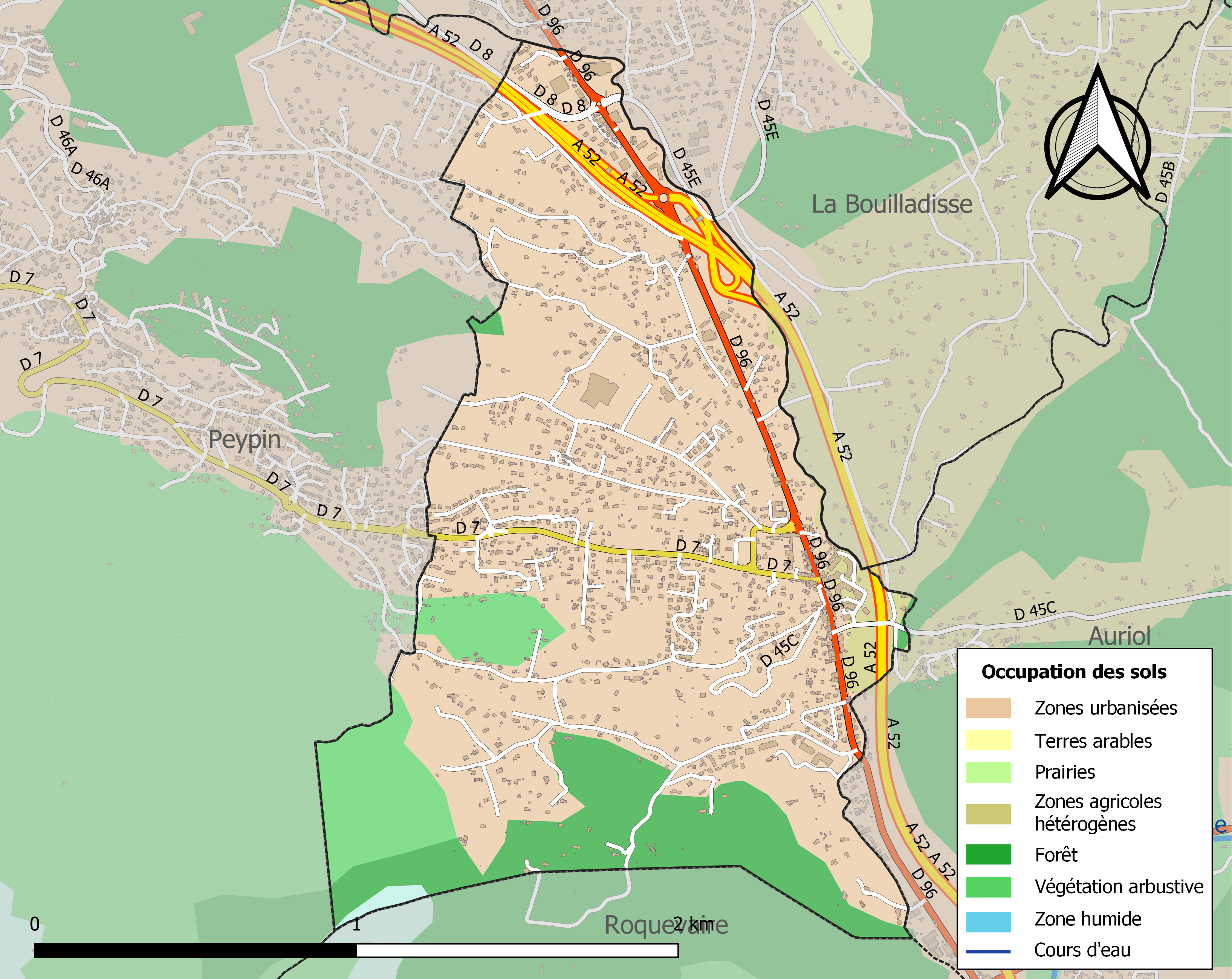
Carte des infrastructures et de l'occupation des sols de la commune en 2018 (CLC).

### Climat
Pour des articles plus généraux, voir Climat de Provence-Alpes-Côte d'Azur et Climat des Bouches-du-Rhône.
En 2010, le climat de la commune est de type climat méditerranéen franc, selon une étude du Centre national de la recherche scientifique s'appuyant sur une série de données couvrant la période 1971-2000. En 2020, Météo-France publie une typologie des climats de la France métropolitaine dans laquelle la commune est exposée à un climat méditerranéen et est dans la région climatique  Provence, Languedoc-Roussillon, caractérisée par une pluviométrie faible en été, un très bon ensoleillement (2 600 h/an), un été chaud (21,5 °C), un air très sec en été, sec en toutes saisons, des vents forts (fréquence de 40 à 50 % de vents > 5 m/s) et peu de brouillards. 
Pour la période 1971-2000, la température annuelle moyenne est de 14,1 °C, avec une amplitude thermique annuelle de 15,5 °C. Le cumul annuel moyen de précipitations est de 662 mm, avec 6,8 jours de précipitations en janvier et 1,8 jours en juillet. Pour la période 1991-2020, la température moyenne annuelle observée sur la station météorologique installée sur la commune est de 14,5 °C et le cumul annuel moyen de précipitations est de 716,4 mm. 
La température maximale relevée sur cette station est de 43,1 °C, atteinte le 28 juin 2019 ; la température minimale est de −13,2 °C, atteinte le 11 février 2012,,. 
| Mois                                  | jan.          | fév.           | mars          | avril         | mai         | juin          | jui.          | août          | sep.          | oct.          | nov.          | déc.          | année      |
| ------------------------------------- | ------------- | -------------- | ------------- | ------------- | ----------- | ------------- | ------------- | ------------- | ------------- | ------------- | ------------- | ------------- | ---------- |
| Température minimale moyenne (°C)     | 1,2           | 0,7            | 3,3           | 6,3           | 9,6         | 13,5          | 15,9          | 15,3          | 12,4          | 9,2           | 5,2           | 1,9           | 7,9        |
| Température moyenne (°C)              | 6,6           | 6,9            | 9,8           | 13,1          | 16,7        | 21            | 23,7          | 23,4          | 19,6          | 15,4          | 10,6          | 7,3           | 14,5       |
| Température maximale moyenne (°C)     | 12            | 13             | 16,4          | 19,8          | 23,8        | 28,6          | 31,6          | 31,4          | 26,8          | 21,7          | 16,1          | 12,8          | 21,2       |
| Record de froid (°C) date du record   | −8,5 17.01.17 | −13,2 11.02.12 | −5,4 16.03.13 | −4,1 08.04.21 | 1 07.05.19  | 6,6 13.06.19  | 9,8 15.07.16  | 8,5 18.08.14  | 3,8 21.09.17  | −1,9 22.10.07 | −6 18.11.07   | −6,6 21.12.09 | −13,2 2012 |
| Record de chaleur (°C) date du record | 21,8 28.01.08 | 22,4 24.02.20  | 25,3 30.03.12 | 28,4 21.04.18 | 35 23.05.09 | 43,1 28.06.19 | 39,1 31.07.17 | 40,1 23.08.23 | 35,8 04.09.23 | 30,9 08.10.23 | 24,6 01.11.22 | 22,2 30.12.21 | 43,1 2019  |
| Précipitations (mm)                   | 60,6          | 45,5           | 53,6          | 64,1          | 52,5        | 53,6          | 17,8          | 25,8          | 57            | 99,5          | 111,7         | 74,7          | 716,4      |

| Diagramme climatique                                  |           |             |             |             |              |              |              |            |             |              |             |
| J                                                     | F         | M           | A           | M           | J            | J            | A            | S          | O           | N            | D           |
| 121,260,6                                             | 130,745,5 | 16,43,353,6 | 19,86,364,1 | 23,89,652,5 | 28,613,553,6 | 31,615,917,8 | 31,415,325,8 | 26,812,457 | 21,79,299,5 | 16,15,2111,7 | 12,81,974,7 |
| Moyennes : • Temp. maxi et mini °C • Précipitation mm |           |             |             |             |              |              |              |            |             |              |             |

Les paramètres climatiques de la commune ont été estimés pour le milieu du siècle (2041-2070) selon différents scénarios d'émission de gaz à effet de serre à partir des nouvelles projections climatiques de référence DRIAS-2020. Ils sont consultables sur un site dédié publié par Météo-France en novembre 2022.

## Histoire
La tradition veut que le territoire de la Destrousse était jadis un lac auquel on donna un écoulement, probablement à l'époque où l'on pratiqua la grande ouverture du vallon de Saint-Vincent à Roquevaire.
En 1820 la Destrousse, hameau de Peypin, était une modeste paroisse de 115 habitants. La commune fut créée en 1870 par détachement depuis la commune de Peypin. C'était la plus petite commune du département avec celle de Mas-Blanc, mais avec une population relativement importante de 720 habitants.

### Origine du nom
Le nom La Destrousse vient du verbe provençal destroussa(r), signifiant « détrousser ». Au XIXe siècle, beaucoup de promeneurs montant les chemins au départ de la Destrousse, pour remonter vers le massif du Garlaban par son côté nord, se faisaient voler par des brigands au cours de leur promenade.
Une autre origine est supposée, du latin " trēs turres" (en français : trois tours,) qui par déformation serait devenu Destrousse (d'où le blason de la commune représentant trois tours).

## Politique et administration
| Période                                  | Période                   | Identité              | Étiquette | Qualité                                                  |
| ---------------------------------------- | ------------------------- | --------------------- | --------- | -------------------------------------------------------- |
| Les données manquantes sont à compléter. |                           |                       |           |                                                          |
| 1870                                     | 1876                      | Adolphe Bernard       |           |                                                          |
| 1876                                     | 1879                      | Auguste Negrel        |           |                                                          |
| 1879                                     | 1888                      | Étienne Bonifay       |           |                                                          |
| 1888                                     | 1896                      | Marius Jouve          |           |                                                          |
| 1896                                     | 1905                      | Marius Carretier      |           |                                                          |
| 1905                                     | 1906                      | Marcelin Imbert       |           |                                                          |
| 1906                                     | 1906                      | Pascal Lan            |           |                                                          |
| 1907                                     | 1918                      | Frédéric Caillol      |           |                                                          |
| 1918                                     | 1920                      | Paul Camoin           |           |                                                          |
| 1920                                     | 1929                      | Paul Miletto          |           | Industriel                                               |
| 1929                                     | 1935                      | Polyeucte Négrel      |           |                                                          |
| 1935                                     | 1938                      | François Grimaud      |           |                                                          |
| juillet 1938                             | 1954                      | Paul Rebuffat         | SFIO      | Retraité                                                 |
| 1954                                     | 1955                      | Émile Achard          |           |                                                          |
| 1955                                     | 1961                      | Louis Caillol         |           |                                                          |
| 1961                                     | 1961                      | Marie Jeanne Rebuffat |           | Adjointe déléguée                                        |
| 1961                                     | mars 1983                 | Jean Camoin           | PS        | Maire honoraire                                          |
| mars 1983                                | décembre 1987 (démission) | Gaston Caillol        |           | Employé de la DDE Premier adjoint au maire (1977 → 1983) |
| décembre 1987                            | mars 2008                 | Paul Julien           | DVG       |                                                          |
| mars 2008                                | En cours                  | Michel Lan            | SE-DVG    | Cadre de la fonction publique retraité                   |

### Services municipaux
.
- Médiathèque (prêt de livres, BD, magazines, CD et DVD, espace informatique)
- Centre communal d'action sociale (CCAS Emploi)
- Crèche municipale, Réseau Assistantes maternelles, Centre aéré / Centre de loisirs, Séjour Adosports
- Salle des Fêtes, Salle de spectacle 400 places

## Population et société

### Démographie
L'évolution du nombre d'habitants est connue à travers les recensements de la population effectués dans la commune depuis 1872. Pour les communes de moins de 10 000 habitants, une enquête de recensement portant sur toute la population est réalisée tous les cinq ans, les populations de référence des années intermédiaires étant quant à elles estimées par interpolation ou extrapolation. Pour la commune, le premier recensement exhaustif entrant dans le cadre du nouveau dispositif a été réalisé en 2007.

En 2022, la commune comptait 4 023 habitants, en évolution de +16,88 % par rapport à 2016 (Bouches-du-Rhône : +2,48 %, France hors Mayotte : +2,11 %).
| 1872 | 1876 | 1881 | 1886 | 1891 | 1896 | 1901 | 1906 | 1911 |
| ---- | ---- | ---- | ---- | ---- | ---- | ---- | ---- | ---- |
| 690  | 593  | 572  | 578  | 629  | 550  | 581  | 644  | 712  |

| 1921 | 1926 | 1931 | 1936 | 1946 | 1954 | 1962 | 1968 | 1975  |
| ---- | ---- | ---- | ---- | ---- | ---- | ---- | ---- | ----- |
| 703  | 702  | 771  | 700  | 769  | 688  | 748  | 854  | 1 205 |

| 1982  | 1990  | 1999  | 2006  | 2007  | 2012  | 2017  | 2022  | - |
| ----- | ----- | ----- | ----- | ----- | ----- | ----- | ----- | - |
| 1 755 | 2 270 | 2 488 | 2 705 | 2 736 | 3 074 | 3 503 | 4 023 | - |

### Enseignement
La Destrousse relève de l'Académie d'Aix-Marseille.
La commune gère une école élémentaire de 9 classes pour 252 élèves, et une école maternelle de 5 sections pour 154 enfants. Chaque classe bénéficie de la présence d'une ATSEM
Pour les études secondaires, les collèges Ubelka (Auriol) et Louis-Aragon (Roquevaire) sont à moins de 4 kilomètres de la Destrousse ; 4 autres collèges sont à moins de 10 kilomètres. 3 lycées publics à Aubagne et un à Gémenos, un lycée privé à Peynier, et une école internationale à Fuveau.
Des services gratuits de ramassage scolaire sont assurés par les Lignes de l'Agglo.

### Vie associative
27 associations sont recensées sur la commune, dont le Comité des fêtes, AIL, le Foyer rural, 2 clubs 3e-âge et 4 associations sportives.

### Manifestations culturelles et festivités
Médiathèque , Fête du Village, Fête de la Moto, Salon de la Maquette,Carnaval, Vide greniers, Sardinade, cinéma en plein air,illuminations de Noël
- Festicanailles, festivités annuelles, fin juin.

### Jumelage
La Destroussea entame une procedure de jumelage avec la ville roumaine de Horezu, célèbre pour son monastère classé au patrimoine mondial de l'humanité par l'UNESCO.

### Personnalités liées à la commune
- Pauline Éléonore Michel, dite Pauline Chevalier de Grandpré, femme de lettres, repose au cimetière de la Destrousse. Elle est l'autrice notamment de Les Légendes de Notre-Dame de Paris (Tolra éditeur, Paris, 1893).

### Héraldique
| Armes de La Destrousse | Les armes peuvent se blasonner ainsi : De gueules à trois tours d'or maçonnées de sable. |

## Économie
164 commerce et entreprises ont leur siège dans la commune, dont 2 entreprises de BTP, une de transport, 2 d'informatique.
Plusieurs centres commerciaux sont installés au nord de la commune, près de l'échangeur de l'autoroute (Intermarché, Weldom,Casino,Netto Picard, McDonald's,cave coopérative et nombreux commerces en centre villageois ..). Une Clinique de Soins de suite et de rééducation, centre médicaux, centre radiologie, centre analyses médicales, pharmacie,

## Culture et patrimoine

### Monuments et lieux touristiques

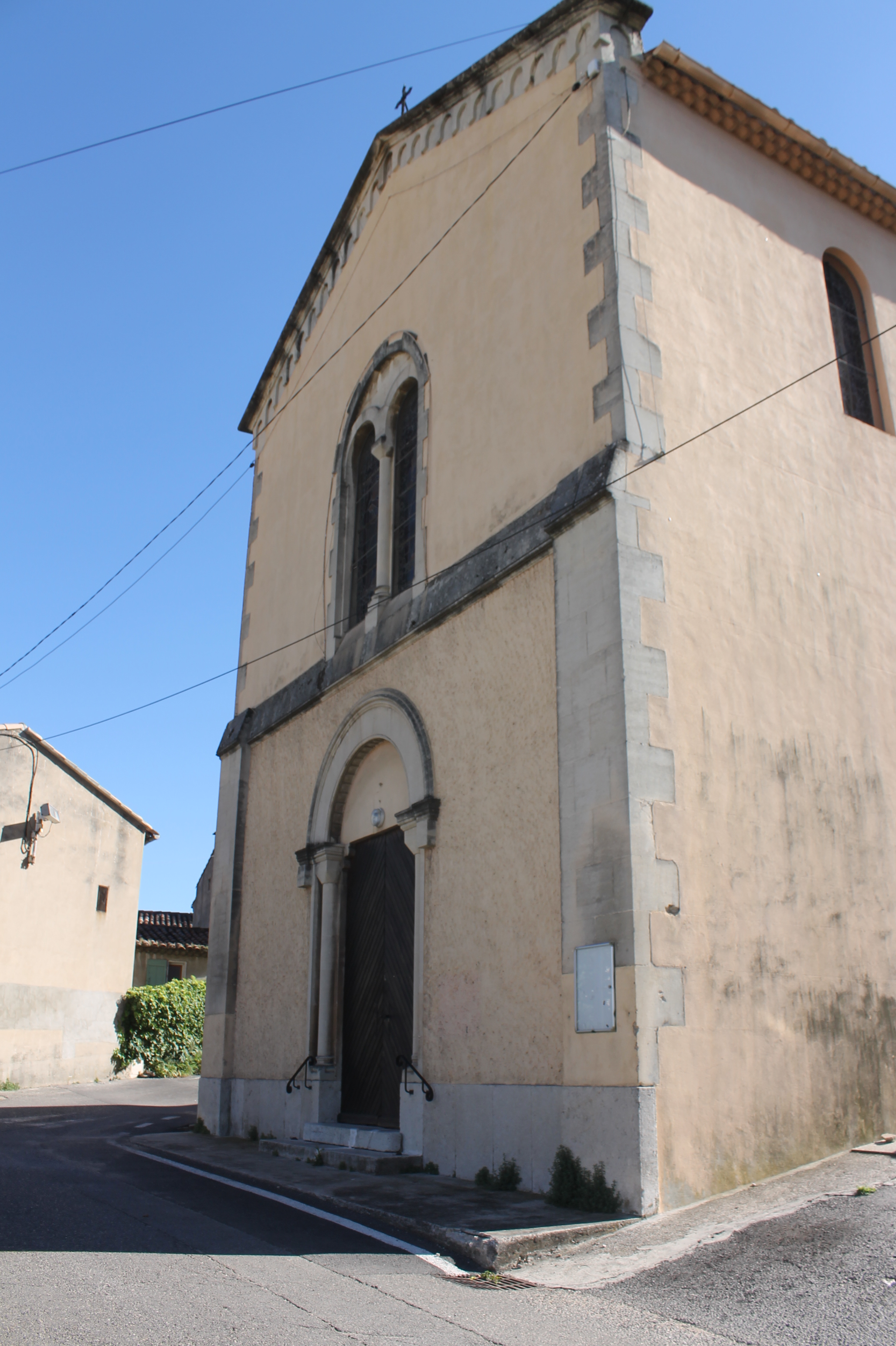

L’église primitive Saint-Pierre-ès-Liens, dont on trouve trace au XIVe siècle, a été agrandie en 1834, puis reconstruite sous la direction de M. Paul Aubin et sur l’initiative de M. Itasse, recteur, qui avait recueilli de nombreuses souscriptions. Elle a été bénie le 1er décembre 1872. Restauration complète de l’Église de 2016 à 2017.
On y retrouve un tableau de très grand format (2,84 m de haut sur 4,64 m), classé au titre des monuments historiques, datant du XVIIIe siècle et censé représenter la réception au ciel d'un saint évêque par saint Pierre. Il a longtemps été attribué à tort à François Marot, élève de Charles de la Fosse.
La restauration du tableau par le Centre Interdisciplinaire de Conservation et Restauration du Patrimoine (CICRP), de 2010 à 2012, a permis à l’Institut national d'histoire de l'art et à son Répertoire des tableaux italiens dans les collections publiques françaises (XIIIe – XIXe siècles) (RETIF) d'attribuer l’œuvre à Giovan Battista Rossi (it)(it) (1730-1782), et la situer dans les années 1760. Elle devait représenter « saint Pierre accueillant au Paradis saint Aspreno(it), premier évêque de Naples, en présence de sainte Claire, sainte Candide, saint Augustin et d’autres saints »,.
Un Chemin de croix datant du début du XIXè restauré par les Ateliers Sud de Frédéric Boeuf
Le Chateau Le Brion (ne se visitant pas)

### Panorama
La fabrique d’indiennes a disparu, ainsi que la verrerie qui l’avait remplacée ; elle se situait en lieu et place de l’autoroute au niveau de l’agglomération (ce qui est de nos jours la ZAC de la Verrerie). Depuis l’église, on peut voir également les bâtiments de l’ancienne tuilerie (non visitable). Les hauteurs de la Carreirade de Pierresca offrent un panorama sur le massif de Bassan, le pic de Bertagne et une partie du massif de la Sainte-Baume à l’est, le Garlaban au sud-ouest, le massif de la Sainte-Victoire au nord, le Pounchon de La Creïde.